# Prodegeeria residis
Prodegeeria residis är en tvåvingeart som först beskrevs av Henry J. Reinhard 1952.  Prodegeeria residis ingår i släktet Prodegeeria och familjen parasitflugor.
Artens utbredningsområde är Michigan. Inga underarter finns listade i Catalogue of Life.